# 南博人
南 博人（みなみ ひろと、1931年7月30日 - 2016年6月18日）は、登山家。北海道札幌市出身。
北海道札幌豊陵工業学校(現：北海学園札幌高等学校)卒。1959年に谷川岳の一ノ倉沢衝立岩正面岩壁初登。新田次郎の小説『神々の岩壁』の同名の登場人物のモデルとなっている。